# Katapult (orožje)
Katapult je vzvojni metalni stroj, ki se je uporabljal v antiki in srednjem veku.
Namen katapulta je bilo metanje kamenja ali puščic. Uporabljal se je predvsem pri obleganjih. Pogonsko sredstvo je bil napet les, vrvi ali tetive, kar je morala predhodno napeti posadka.